# 125
Cette page concerne l'année 125  du calendrier julien. Pour l'année 125 av. J.-C., voir 125 av. J.-C. Pour le nombre 125, voir 125 (nombre). Pour les autres significations, voir 125 (homonymie).
L'année 125 est une année commune qui commence un dimanche.

## Événements
- Janvier-février : Hadrien visite Mantinée, Tégée, Sparte, peut-être aussi Olympie et Corinthe[1].
- Mars : Hadrien préside les Dionysies à Athènes. Il ordonne la reprise des travaux de l'Olympiéion, la construction d'un nouvel aqueduc pour amener l'eau du mont Parnès, et celle de la nouvelle Stoa ou Bibliothèque d'Hadrien[1]. Hadrien se rend en Béotie pour chasser sur le mont Hélicon, ordonne la construction de nouvelles digues d’irrigation à Coronée, visite le sanctuaire de Delphes où il les Delphiens lui refusent l'adhésion de nouveaux membres non grecs dans leur amphictyonie[1].
- Mai : Hadrien prend la mer pour aller en Sicile, où il fait l'ascension de l'Etna, puis rentre à Rome[1].
- 18 mai-16 décembre, Chine : règne de Shao Di, empereur de la dynastie Han[2].
- Août-septembre : Hadrien fait un séjour dans sa villa de Tibur (aujourd'hui Tivoli, qui devient sa résidence rurale principale[1]. Début de la seconde phase des travaux de la villa (125-128).
- 16 décembre, Chine : début du règne de Shundi, empereur de la dynastie Han (fin en 144)[2].

- Début supposé du pontificat de Télesphore (fin en 136)[3].
- La reconstruction du Panthéon de Rome est achevée[4].
- Le général chinois Ban Yong (en), fils de Ban Chao, en contradiction avec les ordres reçus, traverse le Tien Shan et attaque et tue le roi des Jushi du Nord (Tourfan), remplacé par un roi pro-chinois[5].
- Plus ancienne représentation du Bouddha en Chine, sur un « arbre à monnaie » en bronze[6].

## Naissances en 125
- Apulée, à Madaure en Numidie (Algérie actuelle) vers 125 ap. J.-C.

## Décès en 125
- Plutarque, historien grec, à Chéronée en Béotie.